# Hufen-Oberlyzeum

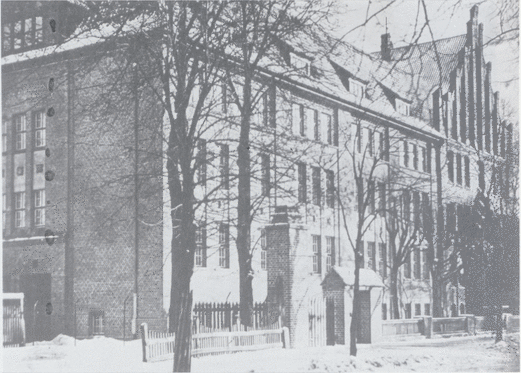
Hufen-Oberlyzeum

Das Hufen-Oberlyzeum war ein Mädchengymnasium in Königsberg (Preußen).

## Geschichte
Elvira Szittnick gründete 1902 eine höhere Mädchenschule in der vorderen Hindenburgstraße. 1905 bezog die Schule ein neues Gebäude in der späteren Hindenburgstraße. Der Freistaat Preußen erwarb dieses Lyzeum und wandelte es 1921 in das Hufen-Oberlyzeum um, das die Tradition der Königliche Luisenstiftung (Posen) fortsetzen sollte. Der erste Direktor war auch der letzte. Alfred Walsdorff leitete die Schule von 1921 bis zum Januar 1945, als die Ostpreußische Operation begann.